# Seabracris cincta
Seabracris cincta är en insektsart som först beskrevs av Henri Saussure 1859.  Seabracris cincta ingår i släktet Seabracris och familjen gräshoppor.

## Underarter
Arten delas in i följande underarter:
- S. c. cincta
- S. c. luteotarsata
- S. c. rubrotarsata
- S. c. varipes
- S. c. viridicrus